# Pheidole titanis
Pheidole titanis  (лат.) — вид муравьёв рода Pheidole из подсемейства Myrmicinae (Formicidae). Северная и Центральная Америка: западная часть штата Техас, южная Аризона, Мексика (Jalisco). 

## Описание
Относительно крупные для рода Pheidole красновато-коричневые муравьи (крупноголовые солдаты около 6 мм длиной; ширина и длина головы около 2 мм; отсюда видовое название titanis). Стебелёк между грудкой и брюшком состоит из двух члеников: петиолюса и постпетиолюса (последний четко отделен от брюшка). . Термитофаги, охотящиеся на термитов рода Nasutitermes, гнездящихся в картонных гнёздах на деревьях. Проводят мобилизацию на добычу, организуя фуражировочные колонны до 2 тыс. муравьёв, доставляющих термитов в свой муравейник.
В сухой сезон хорошо скоординированные набеги на термитов происходят рано утром (7:00—10:00) или вечером (после 18:00), тогда как в сезон дождей большинство набегов происходит ночью. Этот сезонный сдвиг в выборе времени набегов происходит из-за высокой дневной активности мух-форид рода Apocephalus (Phoridae), которые являются специализированными паразитоидами рабочих и солдат P. titanis. Вид был описан в 1903 году американским мирмекологом профессором Уильямом Мортоном Уилером.